# 드라코넷타과
드라코넷타과(Draconettidae)는 실고기목에 속하는 조기어류과의 하나이다. 이전에는 농어목으로 분류했지만, 현재는 실고기목으로 분류한다. 대서양과 인도양 그리고 서태평양의 온대 및 열대 수역에서 발견된다. 돛양태과 물고기와 밀접한 관계에 있으며, 겉모습도 닮았다. 작은 물고기로 가장 큰 종이 12 cm 정도이다.

## 하위 속
드라코넷타과는 다음과 같이 분류한다.
- Centrodraco
- Draconetta